# Sanoe-myeon, Jeongeup
Sanoe-myeon (koreanska: 산외면) är en socken i stadskommunen Jeongeup i provinsen Norra Jeolla i den sydvästra delen av  Sydkorea, 220 km söder om huvudstaden Seoul.